# 주튀르키예 대한민국 대사관
주 튀르키예 대한민국 대사관은 1957년에 튀르키예의 수도인 앙카라에 개설된 대한민국 외교부 소속의 대사관이다.

## 역대 공관장
| 대수        | 성명           | 임명             |
| ----------- | -------------- | ---------------- |
| 제1대 대사  | 정일권(丁一權) | 1957년 6월 17일  |
| 제2대 대사  | 신용균(申應均) | 1959년 7월 7일   |
| 제3대 대사  | 윤치창(尹致昌) | 1961년 1월 28일  |
| 제4대 대사  | 최영희(崔榮喜) | 1962년 4월 16일  |
| 제5대 대사  | 이성가(李成佳) | 1966년 10월 26일 |
| 제6대 대사  | 박찬현(朴瓚鉉) | 1971년 3월 18일  |
| 제7대 대사  | 이한림(李翰林) | 1974년 4월 10일  |
| 제8대 대사  | 문철순(文哲淳) | 1976년 6월 1일   |
| 제9대 대사  | 박 영(朴 英)   | 1980년 6월 8일   |
| 제10대 대사 | 이상진(李相振) | 1983년 8월 15일  |
| 제11대 대사 | 장명하(張溟河) | 1986년 6월 17일  |
| 제12대 대사 | 김내성(金乃誠) | 1989년 4월 17일  |
| 제13대 대사 | 문동석(文東錫) | 1992년 4월 10일  |
| 제14대 대사 | 유병우(兪炳宇) | 1995년 3월 19일  |
| 제15대 대사 | 조상훈(趙商勳) | 1998년 6월 15일  |
| 제16대 대사 | 김영기(金永基) | 2001년 3월 21일  |
| 제17대 대사 | 권영재(權寧載) | 2004년 3월 5일   |
| 제18대 대사 | 김창엽(金昌燁) | 2006년 3월       |
| 제19대 대사 | 배재현(裵宰鉉) | 2009년 3월       |
| 제20대 대사 | 이상규(李相圭) | 2011년 8월       |
| 제21대 대사 | 조윤수(趙允秀) | 2014년 12월      |
| 제22대 대사 | 최홍기(崔烘基) | 2018년 1월       |
| 제23대 대사 | 이원익         | 2020년 11월      |
| 제24대 대사 | 정연두(鄭然斗) | 2024년 1월       |

## 관할 구역
주튀르키예 대한민국 대사관에서는 튀르키예 전체를 외교 관할 구역으로 하며 다음 지역들을 영사 관할 구역으로 한다. 튀르키예 북서부에 위치한 나머지 11개 주들은 이스탄불 총영사관에서 관할한다.
| - 가지안테프주 - 귀뮈샤네주 - 기레순주 - 네브셰히르주 - 니데주 - 데니즐리주 - 뒤즈제주 - 디야르바키르주 - 리제주 - 마니사주 - 마르딘주 - 말라티아주 - 메르신주 - 무시주 - 물라주 - 바르틴주 - 바이부르트주 - 바트만주 - 반주 - 볼루주 - 부르두르주 - 비틀리스주 - 빙괼주 - 삼순주 | - 샨르우르파주 - 시노프주 - 시르나크주 - 시바스주 - 시이르트주 - 아다나주 - 아디야만주 - 아르다한주 - 아르주 - 아르트빈주 - 아마시아주 - 아이든주 - 아피온카라히사르주 - 악사라이주 - 안탈리아주 - 앙카라주 - 에르주룸주 - 에르진잔주 - 에스키셰히르주 - 엘라지즈주 - 오르두주 - 오스마니예주 - 요즈가트주 | - 우샤크주 - 이디르주 - 이스파르타주 - 이즈미르주 - 종굴다크주 - 창키리주 - 초룸주 - 카라만주 - 카라뷔크주 - 카르스주 - 카스타모누주 - 카이세리주 - 카흐라만마라시주 - 콘야주 - 퀴타히아주 - 키르셰히르주 - 키리칼레주 - 킬리스주 - 토카트주 - 툰젤리주 - 트라브존주 - 하카리주 - 하타이주 |  |

## 같이 보기
- 주한 튀르키예 대사관
- 대한민국-튀르키예 관계